# Moha (település)
Moha község Fejér vármegyében, a Székesfehérvári járásban.

## Fekvése
A Móri-árokban, a Gaja-patak mentén fekszik. A legközelebbi város Székesfehérvár, 9 kilométerre. A település főutcája a 8203-as út, de érinti a község határát a 8202-es út is, illetve itt ágazik ki a 8203-asból a Bodajkra vezető 8204-es út.
2009-ig megközelíthető  volt a Székesfehérvár–Komárom-vasútvonalon, ekkor az állomásán megszűnt a személyforgalom.

## Története
Első írásos említése az 1240-es évekből származik, de a település határában a neolitikumból és a bronzkorból származó leleteket is találtak. A faluban 1330-ban már kőtemplom állt. A 16. század közepén a török hódítások miatt elnéptelenedett, a törökök kiűzése után az Amadé család birtokába került. A 18. század végén a Bajzáth-család birtokolta a települést.

## Közélete

### Polgármesterei
- 1990–1994: Palkovics Miklós (független)[7]
- 1994–1998: Palkovics Miklós (független)[8]
- 1998–2001: Palkovics Miklós (független)[9]
- 2001–2002: Kovács Sándorné (független)[10][11]
- 2002–2006: Kovács Sándorné (független)[12]
- 2006–2010: Kovács Sándorné (független)[13]
- 2010–2014: Kovács Sándorné (független)[14]
- 2014–2019: Kovács Sándorné (független)[15]
- 2019–2024: Kovács Sándorné (független)[16]
- 2024– : Bakos-Simon Fruzsina (független)[1]

A településen 2001. július 29-én időközi polgármester-választást tartottak, az előző polgármester lemondása miatt.

## Népesség
A település népességének változása:
| Lakosok száma | 560  | 583  | 586  | 590  | 581  | 571  | 559  |
|               | 2013 | 2014 | 2015 | 2021 | 2022 | 2023 | 2024 |

A 2011-es népszámlálás során a lakosok 84,7%-a magyarnak, 0,2% cigánynak, 0,2% görögnek, 1,1% németnek, 0,2% románnak mondta magát (15,1% nem nyilatkozott; a kettős identitások miatt a végösszeg nagyobb lehet 100%-nál). A vallási megoszlás a következő volt: római katolikus 32%, református 17,4%, evangélikus 1,6%, felekezeten kívüli 18,1% (30,7% nem nyilatkozott).
2022-ben a lakosság 89,7%-a vallotta magát magyarnak, 1,5% németnek, 0,2% örménynek, 0,2% görögnek, 0,2% szlováknak, 3,8% egyéb, nem hazai nemzetiségűnek (10,3% nem nyilatkozott; a kettős identitások miatt a végösszeg nagyobb lehet 100%-nál). Vallásuk szerint 19,3% volt római katolikus, 12% református, 0,9% evangélikus, 0,2% görög katolikus, 1% egyéb keresztény, 0,3% egyéb katolikus, 27,7% felekezeten kívüli (38,4% nem válaszolt).

## Nevezetességei
- Mohai Ágnes víz: évszázadok óta ismert kalcium-magnézium-hidrogén-karbonátos, de nátriumot és káliumot is tartalmazó ásványvíz, mely elsősorban légzési és emésztési hurutos bántalmakra ajánlott. (Nevét Bajzáth Ágnesről, a birtokoscsalád tagjáról kapta 1880 körül)
- A forráshoz vezető platánsor. (Eredetileg a birtokoscsalád ültette a XIX. sz. végén)
- Tikverőzés: minden évben húshagyókedden tartott vidám esemény, mely során a falu fiataljai korommal kenik be a lányokat, nőket.
- Temetőkereszt.

- Magyarországon itt a legtöbb az egy emberre jutó kutyák száma

## Itt születtek
- Itt született 1871. december 17-én Vass-Wiblinger Jakab tábornok, a Katonai Mária Terézia-rend lovagja.
- Itt született 1873-ban Gyerkes Mihály tanító, újságíró, szerkesztő, tankönyvíró, népművelő, botanikus.